# Josef Štýbr
MUDr. Josef Štýbr (29. duben 1864, Hýskov u Berouna – 20. červen 1938, Praha) byl český lékař, který je rovněž známý jako překladatel české poezie do angličtiny a perské poezie Omara Chajjáma do češtiny.

## Život
Vystudoval akademické gymnázium v Praze a medicínu na pražské univerzitě, kterou absolvoval v roce 1889. Krátce nato odcestoval do Spojených států amerických, kde úspěšně pracoval jako lékař v Pittsburghu.
Vedle své lékařeké práce rovněž překládal českou poezii do angličtiny (Karel Jaromír Erben, Vítězslav Hálek, Jan Neruda, Jaroslav Vrchlický, Julius Zeyer). Z angličtiny přeložil a po návratu do Prahy vydal Čtyřverší Omara Chajjáma podle anglického překladu Edwarda Fitzgeralda.
V pozdním věku se začal učit persky a Čtyřverší (Rubáiját) Omara Chajjáma přeložil znovu, přímo z perštiny.
Zemřel roku 1938 v Praze a byl pohřben na Vinohradském hřbitově.

## Překlady
- Evening Songs by Vítězslav Hálek, Boston, 1920
- Rubáiját Omara Chajjáma hvězdáře-básníka perského (překlad z angličtiny), Praha, L.K. Žižka, 1922
- Rubáiját Omara Chajjáma (překlad z perštiny), Praha, Edice Philobiblon, 1931
  - druhé vydání: Brno, Jan V.Pojer, 1938, Edice Atlantis, svazek 42
  - třetí vydání: Praha, Symposion, 1947, Edice Duše východu, svazek 3
- Pláč Bábá Táhirův, Brno, Jan V.Pojer, 1938, Edice Atlantis, svazek 40